# Armeeabteilung Lanz
Die Armeeabteilung Lanz war eine kurzzeitig existierende deutsche Kommandobehörde der Wehrmacht während des Zweiten Weltkriegs.

## Geschichte
Die Armeeabteilung Lanz wurde am 1. Februar 1943 bei der Heeresgruppe B, einem Teil der Heeresgruppe Süd, am Don aus dem Stab des Deutschen Generals beim italienischen Armeeoberkommando 8 aufgestellt und erhielt den Namen nach dem Befehlshaber der Armeeabteilung, Hubert Lanz.
Ab dem 6. Februar 1943 waren die Reste der zwischen Don und Donez zurückweichenden Truppen der Heeresgruppe B sowie das aus Frankreich herangeführte II. SS-Panzerkorps der Armeeabteilung Lanz unterstellt worden. Der Auftrag lautete das östliche Donezufer zurückzuerobern und das Vorfeld von Charkow zu sichern. Nach der Unterstellung der Armeeabteilung Lanz unter die von Generalfeldmarschall Erich von Manstein neu aufgestellte Heeresgruppe Süd wurde der Auftrag jedoch geändert. Die Armeeabteilung Lanz sollte sich gänzlich auf die Verteidigung Charkows und auf die Abwehr der sowjetischen Operation Swesda konzentrieren. Der General Lanz unterstellte SS-Obergruppenführer Paul Hausser ignorierte jedoch diesen von Lanz wiederholten Führerbefehl und brach am 15. Februar 1943, nachdem er bereits zweimal sowohl von Manstein als auch durch Lanz auf die Einhaltung des Führerbefehls hingewiesen worden war, mit seinem II. SS-Panzerkorps nach Südwesten aus. Adolf Hitler bestrafte aus unterschiedlichen Erwägungen nicht Hausser; er war erst kurze Zeit vorher mit dem Goldenen Parteiabzeichen der NSDAP ausgezeichnet worden und war ein Mann der Waffen-SS; sondern entband seinen Vorgesetzten Lanz von seinem Posten und versetzte ihn in die Führerreserve. Lanz wurde daraufhin bei der Ordensverleihung und Beförderungen nicht mehr berücksichtigt, wohingegen Hausser weiterhin militärisch Karriere machen konnte. Am 21. Februar 1943 musste daher die Armeeabteilung Lanz in die Armeeabteilung Kempf überführt werden.
Befehlshaber über das Bestehen der Armeeabteilung Lanz hinweg war der General der Gebirgstruppe Hubert Lanz. Als Stabschef fungierte der Generalmajor Hans Speidel.

## Gliederung
- 26. Infanterie-Division
- Teile der 88. Infanterie-Division
- 168. Infanterie-Division
- Division Großdeutschland
- 298. Infanterie-Division